# Paweł Bartkowiak
Paweł Bartkowiak (ur. 21 lipca 1962) – polski kolarz szosowy, mistrz i reprezentant Polski.
Był zawodnikiem klubów Stomil Poznań i Unia Leszno. Dwukrotnie startował na mistrzostwach świata w szosowym wyścigu drużynowym. W 1985 zajął z reprezentacją Polski 5., a w 1986 9. miejsce. Największe sukcesy odnosił w wyścigach szosowych parami. Razem z bratem, Mariuszem Bartkowiakiem, zdobył dwukrotnie mistrzostwo (1984 i 1986) i raz wicemistrzostwo Polski. Ponadto w 1985 zdobył brązowy medal mistrzostw Polski we jeździe na czas, a w 1986 został wicemistrzem Polski w tej konkurencji. Z drużyną Stomilu sięgnął w 1982 po brązowy medal w wyścigu drużynowym na 100 km. Trzykrotnie uczestniczył w Wyścigu Pokoju (1984 – 27., 1985 – 21., 1986 – nie ukończył). W 1984 wygrał jeden z etapów oraz klasyfikację najaktywniejszych i najwszechstronniejszych kolarzy w Tour de Pologne. W 1986 zwyciężył w Małopolskim Wyścigu Górskim. W latach 1984–1986 trzykrotnie z rzędu wygrywał plebiscyt na najlepszego sportowca regionu leszczyńskiego.